# Anaceratagallia alabugensis
Anaceratagallia alabugensis är en insektsart som beskrevs av Dubovsky 1966. Anaceratagallia alabugensis ingår i släktet Anaceratagallia och familjen dvärgstritar. Inga underarter finns listade i Catalogue of Life.